# Хију (општина)
Општина Хију (ест. Hiiu vald) рурална је општина у северозападном делу округа Хијума на западу Естоније.
Општина обухвата северозападни и северни део острва Хијума и неколико мањих суседних острва. Заузима територију површине 388 km2. Према статистичким подацима из јануара 2016. на територији општине је живело око 4.544 становника, или у просеку око 11,7 становника по квадратном километру.
Административни центар општине налази се у варошици Кардла у којој живи око 3.300 становника.
На територији општине налази се укупно 60 насељених места, од чега су два полуурбана, а 58 има статус села. 
Општина Хију формирана је након локалних избора одржаних 20. октобра 2013. након којих су у једну административну целину уједињене дотадашња рурална општина Киргесаре и градска општина Кардла. 